# Boczki Domaradzkie
Boczki Domaradzkie [pronunciación en polaco: /ˈbɔt͡ʂki dɔmaˈrat͡skʲɛ/] es un pueblo en el distrito administrativo de Gmina Głowno, dentro del condado de Zgierz, Voivodato de Łódź, en el centro de Polonia. Se encuentra a unos 7 kilómetros noroeste de Głowno, 25 kilómetros al noreste de Zgierz, y 29 kilómetros al noreste de la capital regional Łódź.